# Gran Premio Merano

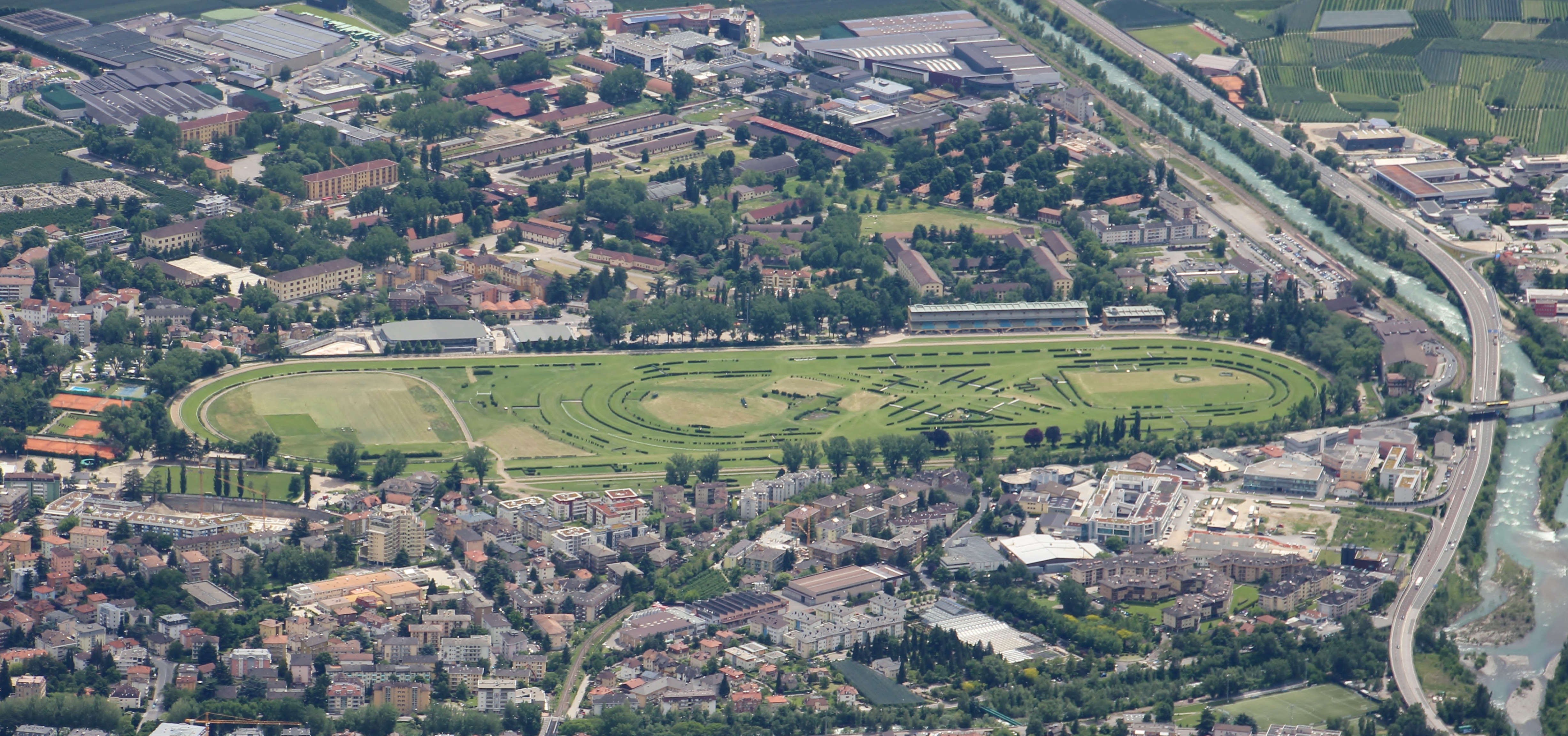
Der Pferderennplatz Meran, auf dem der Gran Premio Merano ausgetragen wird

Der Gran Premio Merano (deutsch Großer Preis von Meran) ist ein Hindernisrennen auf dem Pferderennplatz Meran im Südtiroler Meran.
Das Rennen ist ein Gruppe 1 Rennen. Es wird seit 1935 ausgetragen und gilt als Italiens prestigeträchtigstes und wertvollstes Hindernisrennen und ist das höchstdotierte Jagdrennen Italiens. Das Rennen ist 5.000 Meter lang und umfasst 24 Hindernisse. Es wird über einen kurvenreichen Kurs in Form einer Acht gelaufen.  Er findet traditionell am letzten Sonntag im September statt.

## Gewinner seit 2000
| Jahr | Gewinner       | Jockey            |
| ---- | -------------- | ----------------- |
| 2024 | Speed Emile    | Baptiste Le Clerc |
| 2023 | First of All   | Félix de Giles    |
| 2022 | L’Estran       | Josef Bartos      |
| 2021 | L’Estran       | Josef Bartos      |
| 2020 | L'Estran       | Josef Bartos      |
| 2019 | L’Estran       | Josef Bartos      |
| 2018 | Le Costaud     | James Reveley     |
| 2017 | Al Bustan      | Jan Faltejsek     |
| 2016 | Mazhilis       | Jan Kratochvil    |
| 2015 | Kazzio         | Cevin Chan        |
| 2014 | Alpha Two      | Josef Vana Jr     |
| 2013 | Alpha Two      | Josef Vana Jr     |
| 2012 | Rigoureux      | Jacques Ricou     |
| 2011 | Chercheur d’Or | James Reveley     |
| 2010 | Rigoureux      | James Reveley     |
| 2009 | Sharstar       | Raffaele Romano   |
| 2008 | Sharstar       | Raffaele Romano   |
| 2007 | Halling Joy    | Raffaele Romano   |
| 2006 | Kolorado       | Dirk Fuhrmann     |
| 2005 | Rosenbrief     | Thierry Steeger   |
| 2004 | Masini         | Jim Crowley       |
| 2003 | Tempo d’Or     | Benoît Gicquel    |
| 2002 | Present bleu   | Benoît Delo       |
| 2001 | Scaligero      | Dirk Fuhrmann     |
| 2000 | Grey Jack      | Christophe Pieux  |